# マテュー・ドレイエ
マテュー・ドレイエ（Matthieu Dreyer、1989年3月20日 - ）はフランスのサッカー選手。ポジションはGK。ASサンテティエンヌ所属。

## 経歴
2003年にFCソショーの下部組織に入団。2007-2008シーズンはリーグ・アンを戦うチームにおいて第3GKとして登録された。
2008-2009シーズンはレザーブでのプレーが続く。
2012年、トロワACに移籍し第2GKとして所属した。